# Nguyen Van Nghi
Nguyễn Văn Nghị (Hanoi, 11 gennaio 1909 – 17 dicembre 1999) è stato un medico, scrittore e traduttore vietnamita.

## Biografia
Nato nel 1909 ad Hanoi, Nguyen Van Nghi studiò in Vietnam, Cina e Francia. Dopo aver conseguito il dottorato in medicina all'Università di Montpellier, iniziò la pratica medica nel 1940, combinando la medicina occidentale e la medicina tradizionale cinese.
Dal 1954 si dedicò principalmente all'agopuntura sulla base di testi classici: Huangdi Neijing (Suwen, Lingshu) e Nan Jing. Morì il 17 dicembre 1999, a Marsiglia, Francia.
Il Dott. Nguyen Van Nghi ha insistito sul fatto che la medicina occidentale e la MTC non sono due medicine distinte, ma una sola medicina.

## Pubblicazioni
- L'énergétique humaine (con il Dott. Chamfrault)
- Théorie et pratique de l'analgésie par acupuncture (con il Dott. Mai Van Dong e Dott. Uld. Lanza)
- Médecine traditionnelle chinoise, pathogénie et pathologie (con il Dott. Christine Nguyen)
- Traditionnelle chinesische Medizin, Pathogenese und Pathologie (in tedesco)
- Semiologie et thérapeutique en médecine énergétique orientale
- Semeotica e terapia nella medecina energetica orientale (in italiano)
- Pharmacologie en médecine orientale (con il Dott. Mai Van Dong)

## Traduzione di testi antichi
- "Suwen" Huangdi Neijing Suwen: Volume 1 Volume 2 Volume 3 Volume con il Dott. Patrick Nguyen; Volume 4 con il Dott. Christine Recours Nguyen
- "Dacheng" con il Dott. Tran Viet Dzung e Dott. Christine Recours Nguyen
- "Shangan Lun" con il Dott. Christine Recours Nguyen
- "Maijing" con il Dott. Bui Van Tho e Dott. Christine Recours Nguyen
- "Lingshu" con il Dott. Tran Viet Dzung e Dott. Christine Recours Nguyen
- "Huangdi Neijing Lingshu" Volume 1; Volume 2 e Volume 3
- "Nanjing" con il Dott. Tran Viet Dzung e il Dott. Christine Recours Nguyen